# Greuthingi

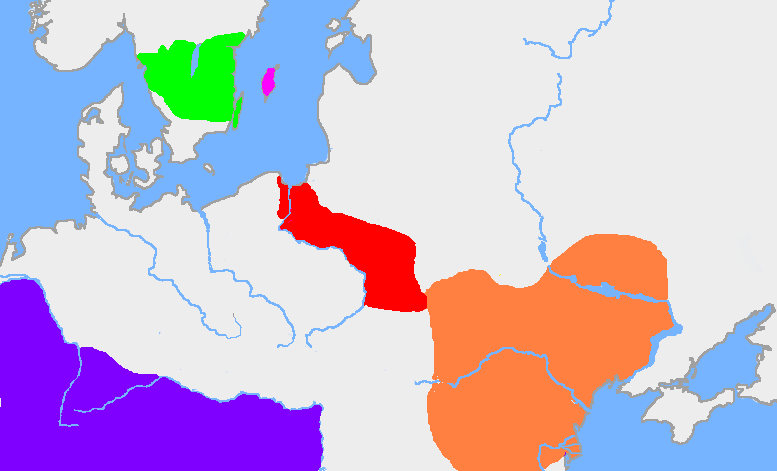
Götaland
Gotland
Wielbarkcultuur vroeg in de 3e eeuw
Tsjernjachivcultuur vroeg in de 4e eeuw
Romeinse Rijk

De Greuthungi (ook gespeld Greutungi) waren een Gotisch volk dat in de 3e en de 4e eeuw leefde op de Pontische steppe tussen de rivieren de Dnjestr en Don in wat nu Oekraïne is. Ze onderhielden nauwe banden met de Tervingi, een ander Gotisch volk, dat ten westen van de rivier de Dnjester woonde. Ten oosten van de Greuthungi, die in de buurt van de rivier de Don woonden, leefden de Alanen.
Toen de Hunnen aan het eind van de 4e eeuw op de Europese steppe aankwamen, werden eerst de Alanen door hen onderworpen, en vervolgens een deel van de Greuthungi. Alanen en Greuthungi vormden later een belangrijk onderdeel van de legermacht van Attila, samen met andere Oost-Europese volkeren. 
Een groot deel van de Greuthungi, samen met enkele Alanen en Hunnen, staken de Donau over om zich bij een grote groep Tervingi te voegen die in 376 het Romeinse Rijk waren binnengegaan. Deze volkeren versloegen in 378 een keizerlijk leger in de Slag bij Adrianopel. Na de Gotische oorlog in 382 kregen zij toestemming  zich te vestigen in nederzettingen binnen het Romeinse rijk waar zij Gotische gemeenschappen vormden. De oorspronkelijke stamverbanden van de Goten vielen binnen het rijk uiteen. Een deel van die gemeenschappen lijkt de kern gevormd te hebben van het rebellenleger van Alarik I. In de zesde eeuw, met de vestiging van het tweede Gotische vorstendom in Italië, zouden toenmalige schrijvers hen voor het eerst aanduiden als Visigoten. 
De Gotische koning Ermanarik en de latere Amal-dynastie die tot de Goten van Attila behoorde, worden sterk geassocieerd met de Greuthungi. Deze aanname is gebaseerd op interpretaties van de Getica door de zesde-eeuwse schrijver Jordanes, die overigens in zijn werk nooit de Greuthungi noemt.  Na de ineenstorting van het rijk van Attila stichtten de Amals het Ostrogotische koninkrijk in de Romeinse Balkan.

## Etymologie
Het woorddeel greut- is waarschijnlijk gerelateerd aan het Oud-Engels greot', wat "grind, aarde" betekent, wat impliceert dat de naam verwijst naar een geografische regio waar de Greuthungi woonden.
Door Herwig Wolfram, die het eens is met het oudere standpunt van Franz Altheim, is betoogd dat dit deel uitmaakt van een verzameling bewijsmateriaal dat door geografische descriptoren vaak werd gebruikt om mensen te onderscheiden die ten noorden van de Zwarte Zee woonden - zowel voor als na de Gotische nederzetting daar.
Meer specifiek stelt Wolfram dat de naam Greuthungi erop kan wijzen dat ze op korrelige steppen of "kiezelachtige kusten" leefden, en moet worden gezien als contrast met de Tervingi-Goten, wiens naam mogelijk verwant is aan het Engelse woord "boom" en wijst op een bosoorsprong.
Een andere verklaring is dat de naam van de Greuthungi teruggaat naar een tijd waarin Goten blijkbaar in de buurt van de Vistula woonden, en dat de naam verbonden is met de Poolse plaatsnaam van die rivier, Grudziądz.
Er is ook voorgesteld dat de naam Greuthungi een pre-Pontische Scandinavische oorsprong heeft, nog voor  de Vistula-nederzetting. Wolfram merkt bijvoorbeeld op dat J. Svennung, heeft voorgesteld dat het "rotsmensen" kan betekenen, en verwijst naar een rotsachtig thuisland ten westen van de Gauten in wat vandaag Götaland is in het zuiden van Zweden.
Door sommige geleerden is ook opgemerkt, te beginnen met Karl Müllenhoff in de 19e eeuw, dat door Jordanes in een lijst van volkeren die op het eiland Scandza woonden: "Mixi, Evagre en Otingis" vermeldde onder degenen die "leven als wilde dieren in rotsen uitgehouwen als kastelen". Müllenhoff stelde voor dat het laatste deel naar de Greutungi verwees, maar er is geen consensus ontstaan om alle namen van volkeren in deze lijst uit te leggen.

## Geschiedenis
In de Historia Augusta wordt een lijst van "Scythische volkeren" vermeld: "peuci trutungi austorgoti uirtingi sigy pedes celtae etiam eruli", die door die keizer Claudius II (268-250)  verslagen werden toen hij zijn titel "Gothicus" verdiende. Deze volkeren worden traditioneel modern bewerkt naar bekende volkeren: "Peuci, Grutungi, Austrogothi, Tervingi, Visi, Gipedes, Celtae etiam et Eruli". Ten tijde van keizer Probus (overleden 282) vermeldt de Historia Augusta, dat de Greuthungi samen met Vandalen en Gepiden, zogenaamd in Thracië waren gevestigd, samen met 100.000 Bastarnae. Terwijl de Bastarnae trouw bleven, braken de andere drie volkeren het belofte en werden ze verpletterd door Probus.
De eerste gebeurtenis die met zekerheid aan de Greuthungi kan worden toegeschreven, is honderd jaar later door Ammianus Marcellinus in 369. Keizer Valens voerde toen campagne tegen de Goten als vergelding voor hun steun aan de usurpator Procopius (overleden 366). Valens stak de Donau over bij Novidunum en voerde een strafexpeditie diep in het Gotisch gebied waar hij de oorlogszuchtige stammen tegenkwam die de Greuthungi werden genoemd. Hun leider Athanarik werd gedwongen te vluchten om vervolgens een vredesakkoord te sluiten met de Romeinen. Ammianus beschrijft de Greuthungi specifiek als Goten. De Greuthungi werden vervolgens door Ammianus genoemd als verslagen door de binnenvallende Hunnen in het begin van de jaren 370. De Hunnen plunderden en rekruteerden eerst de Alanen van de Don (de klassieke Tanais) en vielen vervolgens het domein aan van de oorlogszuchtige vorst  Ermenrik, die blijkbaar koning was van de Greuthungi, die uiteindelijk zelfmoord pleegde. 
Jordanes in zijn geschiedenis van de Goten, de Getica, veel later geschreven in ongeveer 551, noemde de Greuthungi niet, maar schrijft in plaats daarvan alsof de Oekraïense Goten verdeeld waren in oostelijke Goten Ostrogoten en westelijke Goten Visigoten in de 3e en 4e eeuw, met behulp van de termen voor twee Gotische volkeren die in zijn tijd belangrijk waren binnen het Romeinse rijk. Jordanes beschrijft Ermanerik als de koning van een enkel groot Gotisch rijk tot het einde van de 4e eeuw, dat over alle Goten en vele andere volkeren regeerde. Daarentegen beschreef Ammianus Marcellinus, zelf schrijvend in de late 4e eeuw, Ermanaric als de leider van Greuthungi, wat impliceerde dat zijn koninkrijk niet zo groot was als dat beschreven door Jordanes.